# جزایر متفرقه اقیانوس آرام ایالات متحده آمریکا
جزایر متفرقه اقیانوس آرام ایالات متحده آمریکا (انگلیسی: United States Miscellaneous Pacific Islands) اصطلاحی منسوخ شده که برای توصیف دسته جمعی جزیره‌های بیکر، هاولند، جارویس، کینگمن، و پالمیرا استفاده می‌شد. تمامی این قلمروها بر اساس قانون جزایر گوئانو (Guano Islands Act) توسط ایالات متحده آمریکا اداره می‌شد.